# رسوایی سیاسی
رسوایی سیاسی یک نوع از فساد سیاسی می‌باشد که در اثر افشا در مجامع عمومی به یک افتضاح تبدیل شده است. این قبیل ننگ‌ها اغلب توسط سیاستمداران، حاکمان حکومتی یا نزدیکان آنها به وقوع می‌پیوندد. در بعضی موارد این رسوایی‌ها تبعاتی همچون استعفا، برکناری یا حتی خودکشی شخص یا اشخاص را به دنبال دارد.